# Política da República Democrática do Congo

Palais du Peuple, sede do parlamento.

Política da República Democrática do Congo tem lugar num quadro de uma república de transição de uma guerra civil para uma república democrática semi-presidencial.
Em 18 e 19 de dezembro de 2005. Foi um sucesso a nível nacional o referendo realizado sobre um projecto de Constituição, que foi aprovado com 84,31% dos votos. Foi estabelecido o estágio para as eleições em 2006. O processo de votação, embora tecnicamente difícil devido à falta de infra-estrutura, foi facilitado e organizado pela Comissão Eleitoral Independente do Congo com o apoio da missão das Nações Unidas para o Congo (MONUC).
| Candidato                                 | Partido                                                                      | Votos      | %      |
| ----------------------------------------- | ---------------------------------------------------------------------------- | ---------- | ------ |
| Joseph Kabila                             | Independente                                                                 | 7,590,485  | 44.81% |
| Jean-Pierre Bemba Gombo                   | Movimento para a Libertação do Congo                                         | 3,392,592  | 20.03% |
| Antoine Gizenga                           | Unified Lumumbist Party                                                      | 2,211,280  | 13.06% |
| Nzanga Mobutu                             | Union of Mobutist Democrats                                                  | 808,397    | 4.77%  |
| Oscar Kashala                             | União para a Reconstrução do Congo                                           | 585,410    | 3.46%  |
| Azarias Ruberwa Manywa                    | Rally Congolesa para a Democracia                                            | 285,641    | 1.69%  |
| Pierre Pay-Pay wa Syakasighe              | Democracia Cristã Federalista-Convenção de Federalistas da Democracia Cristã | 267,749    | 1.58%  |
| Vincent de Paul Lunda-Bululu              | Rally of Social and Federalist Forces                                        | 237,257    | 1.40%  |
| Joseph Olenghankoy Mukundji               | Novas Forças para a União e Solidariedade                                    | 102,186    | 0.60%  |
| Pierre Anatole Matusila Malungenine Kongo | Independente                                                                 | 99,408     | 0.59%  |
| Antipas Mbusa Nyamwisi                    | Renewal Forces                                                               | 96,503     | 0.57%  |
| Bernard Emmanuel Kabatu Suila             | USL                                                                          | 86,143     | 0.51%  |
| Eugène Diomi Ndongala                     | Democracia Cristã                                                            | 85,897     | 0.51%  |
| outros candidatos                         |                                                                              | 2,319,547  | 6.42%  |
| Total (afluência 70.54%)                  | Total (afluência 70.54%)                                                     | 17,931,238 |        |
| Fonte: CEI-RDC                            |                                                                              |            |        |